# Ядро (футбольный клуб)
«Ядро́» — бывший российский футбольный клуб из Санкт-Петербурга. В сезоне-2022/23 имел профессиональный статус и являлся участником Первенства России среди команд Второй лиги. Прекратил существование в 2024 году.
Чемпион (2021, 2022) и бронзовый призёр (2020) чемпионата Санкт-Петербурга. Обладатель Кубка Санкт-Петербурга (2020, 2022). Победитель первенства МРО «Северо-Запад» в III дивизионе (первенство России среди ЛФК) сезона-2021. Победитель Зимнего Первенства Санкт-Петербурга сезона-2021/22.

## История клуба

### 2019
Футбольный клуб «Ядро» был создан в 2019 году петербургским предпринимателем Алексеем Крюковым.
ФК «Ядро» является правопреемником футбольного клуба «Маштех», который выступал в городских турнирах начиная с 2017 года. «Маштех» был участником Чемпионата Санкт-Петербурга в Высшей лиге, в Кубке и Суперкубке города, розыгрыше нескольких коммерческих лиг. За годы существования команды её футболку надевали многие известные в Петербурге футболисты, мастера спорта, игроки профессиональных клубов: Валентин Филатов, Юрий Солнцев, Семён Мельников, Сергей Лосев, Александр Курнаев, Филипп Постников, Павел Мочалин, Дарюс Мицейка, Станислав Матяш, Артём Кулеша, Максим Андреев, Виталий Галыш.
Первый матч под руководством нового президента команда провела 3 июня 2019 года в рамках Кубка Санкт-Петербурга против «Алгоритма» (потерпев поражение со счётом 4:6). Называлась команда «Маштех-Ядро». На зимнее первенство города клуб заявился уже под названием «Ядро».

### 2020
В июне 2020 года пост главного тренера занял Сергей Герасимец — советский и белорусский футболист, Мастер спорта СССР, игрок петербургского «Зенита» и национальной сборной Беларуси, помощник Анатолия Бышовца в московском «Локомотиве» и в «Томи» и помощник Эдуарда Малофеева в «Динамо СПб». Ассистентом главного тренера стал Семён Мельников, выступавший с 2017 года за «Маштех».
По итогам дебютного сезона ФК «Ядро» стал бронзовым призёром Чемпионата Санкт-Петербурга среди мужских команд и завоевал Кубок Санкт-Петербурга, обыграв в финале команду «Динамо» со счётом 1:0.

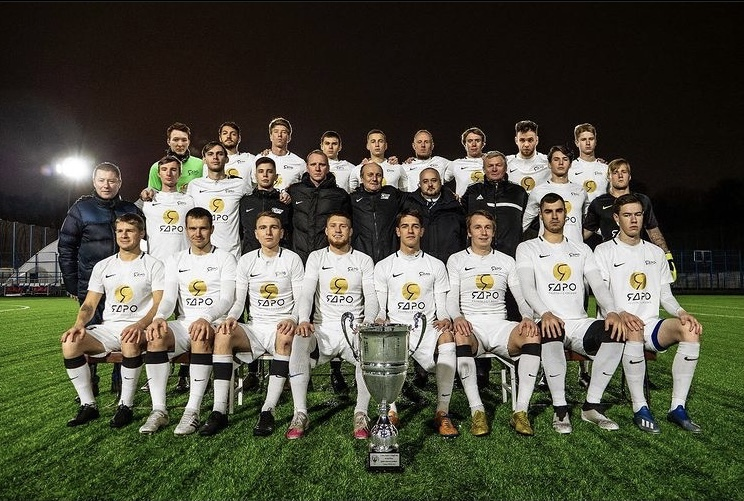
ФК «Ядро» с Кубком Санкт-Петербурга

### 2021
В XXII турнире МРО «Северо-Запад» на призы Полномочного представителя Президента России в Северо-Западном Федеральном округе «Ядро» взяло серебро. В первом туре ядерные обыграли «Алмаз-Антей» со счётом 5:0, во втором сыграли вничью со «Звездой» (1:1), в третьем — уверенная победа над ФК «Константиновское» (4:0), в четвёртом — победа над «Динамо» со счётом 3:1. В завершающем матче против «Пскова» ФК «Ядро» потерпел поражение со счётом 1:3.
14 июля ФК «Ядро» дебютировал в Бетсити Кубке России по футболу — первом профессиональном турнире для команды. В 1/256 финала «Ядро» проиграло «Звезде» со счётом 0:2.
25 сентября, обыграв в решающем матче команду «Алмаз-Антей» Санкт-Петербург (2:1), ФК «Ядро» стал победителем первенства МРО «Северо-Запад» в III дивизионе. Ночью после матча скончался Сергей Герасимец. 27 сентября 2021 года временно исполняющим обязанности главного тренера основного состава «Ядра» был назначен Семён Мельников.
В сезоне 2021 ФК «Ядро» выступил в числе участников Высшей лиги Чемпионата Санкт-Петербурга. Все 18 матчей турнира команда прошла без поражений. 15 октября, в заключительном туре сезона, обыграв со счётом 2:0 команду «Максима», ФК «Ядро» впервые в своей истории завоевал титул чемпиона Санкт-Петербурга.
13 ноября главным тренером футбольного клуба «Ядро» назначен Александр Горшков, Заслуженный мастер спорта России, чемпион России, обладатель национального Кубка, Кубка УЕФА и Суперкубка Европы. Семён Мельников вошёл в тренерский штаб Александра Горшкова, сохранив пост главного тренера «Ядро»-м.

### 2022
7 мая команда обыграла в матче за Суперкубок Санкт-Петербурга «Динамо-Центр» со счётом 3:0. Двумя месяцами ранее было выиграно зимнее первенство Санкт-Петербурга, а в феврале «Ядро» заняло 3-е место на XXIII турнире МРО «Северо-Запад» на призы Полномочного представителя Президента России в Северо-Западном Федеральном округе. Весной ФК «Ядро» Санкт-Петербург проходил лицензирование для участия в ФНЛ-2 в сезоне 2022/23. 23 мая клуб получил лицензию.
28 сентября 2022, за тур до завершения Чемпионата Санкт-Петербурга, обыграв со счётом 3:0 команду СПбПУ, ФК «Ядро» досрочно стал двукратным чемпионом Санкт-Петербурга.
8 октября 2022, одолев в финале Кубка Санкт-Петербурга команду «ЧиЛогик» со счётом 2:1, ФК «Ядро» второй раз в своей истории стал обладателем Кубка города.
28 ноября клуб расторг контракт с главным тренером Александром Горшковым.
6 декабря «Ядро» объявило о назначении на пост главного тренера Александра Куртеяна. На сезон 2023 года в дивизион «Б» Второй лиги клуб не стал заявляться.

### Результаты выступлений
| Сезон   | Турнир                        | Результат    | Примечание                |
| ------- | ----------------------------- | ------------ | ------------------------- |
| 2019    | Чемпионат Санкт-Петербурга    | 6-е место    |                           |
| 2019    | Кубок Санкт-Петербурга        | 1/16 финала  |                           |
| 2020    | Чемпионат Санкт-Петербурга    | место        |                           |
| 2020    | Кубок Санкт-Петербурга        | Победитель   |                           |
| 2021    | Кубок России                  | 1/256 финала |                           |
| 2021    | Кубок МРО «Северо-Запад»      | место        | Молодёжный состав         |
| 2021    | Первенство МРО «Северо-Запад» | -е место     | ▲ Выход во Вторую лигу    |
| 2022/23 | Кубок России                  | 1/128 финала |                           |
| 2022/23 | Вторая лига, Группа 2         | 21-е место   | ▼ Вылет в Третий дивизион |

## Система клуба

### Молодёжная команда
В ноябре 2020 года ФК «Ядро» объявил о создании молодёжной команды. Главным тренером молодёжки стал Семён Мельников, тренером — Герман Пятников. Команда заняла 4 место в Vll весеннем турнире МРО «Северо-Запад» U-21. В Первенстве Санкт-Петербурга среди молодёжных команд сезона 2021 года заняла 2-е место в первой лиге. В рамках VIII весеннего турнира МРО «Северо-Запад» в марте 2022 ядерная молодёжка финишировала второй.
В августе 2021 года центральный защитник молодёжной команды Артём Маленьких заключил свой первый профессиональный контракт и попробовал свои силы в «Зените - 2».

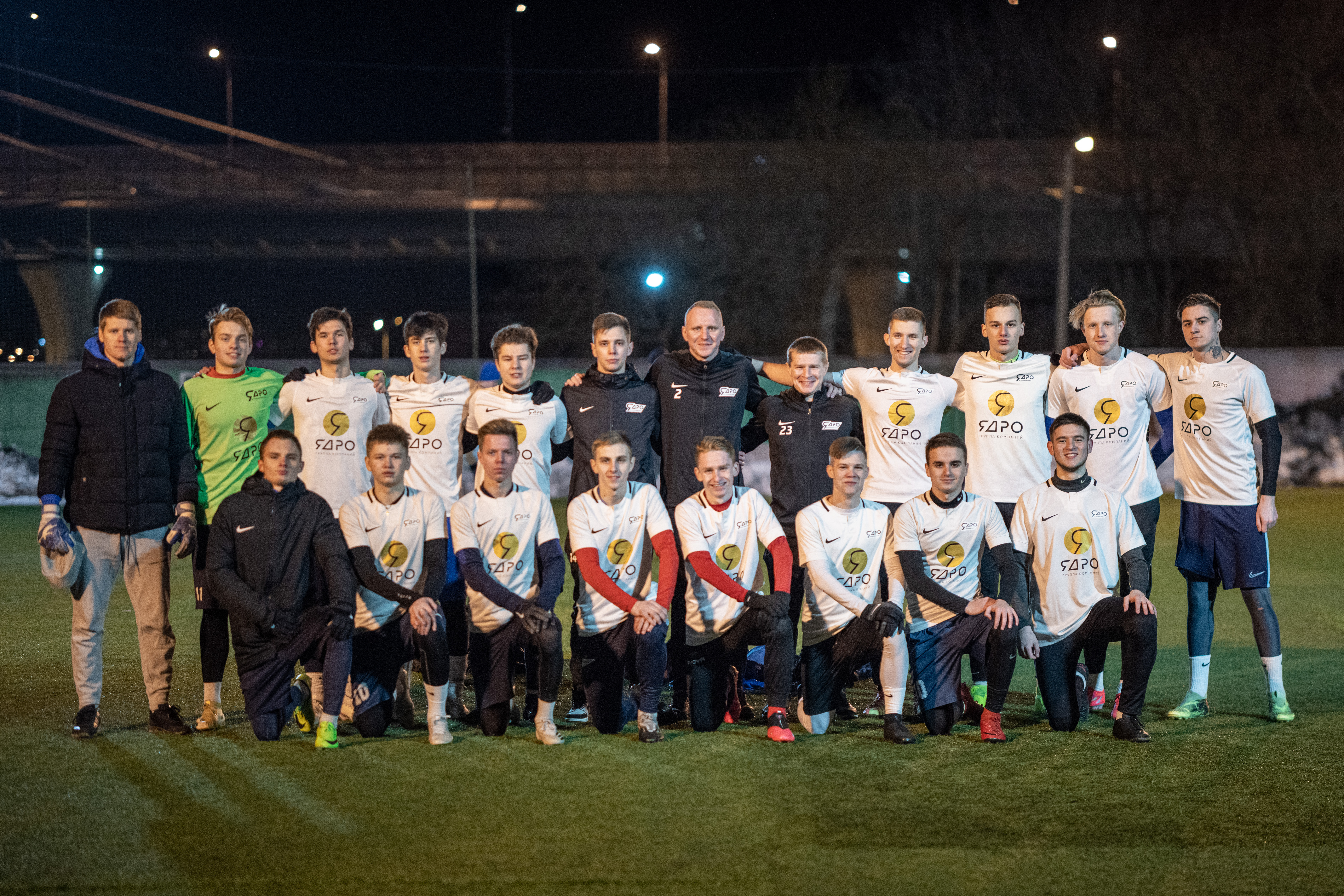
Молодёжная команда ФК «Ядро»

### Вторая (городская) команда
После дебюта главной команды во Второй лиге, в чемпионате Санкт-Петербурга продолжила играть вторая команда клуба, все основные игроки перешли в команду Второй лиги. Таким образом, была выстроена вертикаль «Ядро»-М — «Ядро»-2 — «Ядро», где дубль и молодёжка участвуют в городских соревнованиях. Тренером городской команды стал Павел Зубов, первым матчем была игра с «Динамо-Центр» (1:1), состоявшаяся 22 июля 2022 года. По итогам сезона 2022 команда выиграла чемпионат и кубок Санкт-Петербурга.

### Футбольная школа
В декабре 2020 года ФК «Ядро» и ДЮСШ «Локомотив» (Санкт-Петербург) договорились о сотрудничестве. Стадион «Балтика», принадлежащий ДЮСШ «Локомотив», стал местом базирования молодёжной команды «Ядра».
В 2021 году была создана собственная детская футбольная школа. Первый филиал был открыт в Мурино. Тренерский состав: Станислав Матяш, Владимир Ульдяков.

## Дополнительные сведения
Клубная форма

Фирменные цвета клуба: зелёный, чёрный, золотой.
Основная форма зелёная, гостевая — чёрно-золотая.
Спонсоры

Владельцем и спонсором клуба является группа компаний «Ядро» (руководитель — Алексей Крюков), деятельность которой связана с благоустройством и озеленением территорий, строительством и ландшафтным дизайном. Крюков декларирует намерения сделать из ФК «Ядро» «самый зеленый и самый экологичный футбольный клуб в России».
YouTube-канал

У клуба есть канал «Ядро ТВ» на Youtube, где матчи комментирует Владимир Столяров.
Маскот

Маскот клуба был представлен на матче «Ядро» — «Электрон» (Великий Новгород), прошедшем на стадионе Nova Arena 30 октября 2022 года. Им стал бигль по кличке Баджо. Прообразом маскота стал щенок породы бигль, появившийся 2,5 года тому назад у Алексея Крюкова, названный хозяином в честь Роберто Баджо.